# Corydalis kokiana
Corydalis kokiana är en vallmoväxtart som beskrevs av Hand.-mazz.. Corydalis kokiana ingår i släktet nunneörter, och familjen vallmoväxter. Inga underarter finns listade i Catalogue of Life.